# Severy, Kansas
Severy är en ort i Greenwood County i Kansas. Vid 2010 års folkräkning hade Severy 259 invånare.